# Yannick Moreau (homme politique)
Pour les articles homonymes, voir Yannick Moreau.
Yannick Moreau, né le 4 août 1975 à Nantes, est un homme politique français.
Après avoir été maire d’Olonne-sur-Mer (de 2008 à 2015 et de 2017 à 2018), conseiller régional (2010-2012) et député (2012-2017), il est élu président de la communauté d’agglomération des Sables-d’Olonne en 2017 et maire de la commune nouvelle des Sables-d’Olonne en 2019.

## Situation personnelle

### Jeunesse et famille
Originaire de Pornic (Loire-Atlantique), Yannick Moreau grandit dans les marais du pays de Retz au sein d'une famille de trois garçons. Son père était commerçant de machines agricoles tandis que sa mère était agent des PTT.
Installé au Pays des Olonnes depuis 2002, il est marié avec Aida Valceanu-Moreau et père de deux filles.

### Études
Après l'obtention d'un baccalauréat C au lycée jésuite Saint-François-Xavier à Vannes (1993), Yannick Moreau choisit de poursuivre ses études à l'Institut catholique d’études supérieures (ICES) de La Roche-sur-Yon. Il en sort diplômé d'une maîtrise de droit des affaires en 1997. L'année suivante, il obtient un DESS de droit des affaires appliqué à l'agro-alimentaire à l'université de Nantes.

### Parcours professionnel
Bien qu'il soit admis à l’École des avocats du Grand Ouest à Rennes, Yannick Moreau entre en 2000 au cabinet du président du Conseil général de la Vendée, Philippe de Villiers. Il est d'abord chargé de mission pour le bocage vendéen (2000-2002), puis chargé de mission traitant des problématiques du littoral (2002-2008). Devenu directeur de projets Vendée Globe en 2008, il cesse ses fonctions au sein du Conseil général de la Vendée en mai 2011.
Après avoir été directeur de campagne lors de plusieurs élections de Philippe de Villiers et de Bruno Retailleau, il démissionne du Mouvement pour la France (MPF) le 25 janvier 2012.
Parallèlement à ses fonctions professionnelles et politiques, Yannick Moreau est officier (capitaine de vaisseau) dans la réserve citoyenne de la Marine nationale.

## Parcours politique

### Maire d'Olonne-sur-Mer puis des Sables d'Olonne
Yannick Moreau commence sa carrière politique à l'occasion des élections municipales de mars 2008. Il fait basculer à droite la mairie d'Olonne-sur-Mer en l'emportant avec 53 % des suffrages face à la liste d'union de la gauche portée par le maire sortant Jean-Yves Grelaud. La même année, il devient également premier vice-président de la communauté de communes des Olonnes.
Le 23 mars 2014, Yannick Moreau est réélu maire d'Olonne-sur-Mer dès le premier tour en obtenant 67,04 % des suffrages exprimés.
En octobre 2015, il démissionne de son mandat de maire pour devenir premier adjoint « délégué à la fusion » des trois communes littorales du pays des Olonnes (Olonne-sur-Mer, Les Sables d'Olonne, Château-d'Olonne). Par les fonctions qu'il occupe, Yannick Moreau joue un rôle de premier plan dans l'avènement de cette commune nouvelle, créée officiellement le 1er janvier 2019, soit dix ans après l'échec d'un référendum local. Le lendemain, il est élu maire des Sables d'Olonne en obtenant 61 voix sur 99, devançant l'ancien maire du Château-d'Olonne, Joël Mercier (37 voix) et Nicole Landrieau (1 voix).
Le 13 juin 2019, Yannick Moreau reçoit dans sa commune le président de la République, Emmanuel Macron, venu rendre un hommage national aux trois sauveteurs de la SNSM décédés le 7 juin 2019 après le naufrage de leur navette au large des Sables d'Olonne. Durant son discours devant le président de la République, Yannick Moreau célèbre la mémoire des trois hommes, qu'il décrit comme « des marins au sang salé, des hommes simples, des hommes de devoir, courageux, durs au mal, fraternels, conviviaux, des sauveteurs au grand cœur ».
À l'issue des élections municipales du 28 juin 2020, Yannick Moreau conserve son siège de maire des Sables d'Olonne. Malgré la qualification de quatre listes au second tour, il obtient 54,92 % des suffrages. Sa liste précède celles de Brigitte Tesson (21,55 %), Caroline Pottier (12,58 %) et Claire Legrand (10,93 %).
Le début de ce second mandat est notamment marqué par l'intégration, le 12 novembre 2021, de la baie des Sables-d'Olonne parmi le club restreint des plus belles baies du monde. Principal promoteur et artisan de cette labellisation, Yannick Moreau estime que cette récompense vient renforcer la « culture maritime ancestrale » de la ville, d'ores et déjà connue dans le monde entier à travers la course à la voile du Vendée Globe.
Le 2 janvier 2025, dans un vidéo publiée sur les réseaux sociaux, il annonce renoncer à ses mandats de maire et de président de l’agglomération d'ici septembre 2025. Il explique avoir « toujours rêvé d’avoir une vie privée un jour, après [sa] vie publique »,.

### Président d'intercommunalité
Le 11 avril 2014, quelques semaines après sa réélection comme maire d'Olonne-sur-Mer, Yannick Moreau est choisi par ses pairs pour devenir le nouveau président de la communauté de communes des Olonnes, succédant ainsi à Louis Guédon. Il conserve ce mandat jusqu'au 31 décembre 2016, date qui marque la disparition de la communauté de communes au profit d'une nouvelle structure intercommunale prenant la forme d'une agglomération.
Le 7 janvier 2017, Yannick Moreau devient officiellement président des Sables d'Olonne Agglomération, qui rassemble 55 000 habitants répartis sur cinq communes (Les Sables d'Olonne, L'Ile-d'Olonne, Sainte-Foy, Saint-Mathurin et Vairé). Durant sa présidence, Yannick Moreau s'attache à concevoir et à mettre en œuvre le Plan Forêt Climat 2050, qui prévoit la création d’une ceinture forestière protectrice autour de l'agglomération à travers la préservation et la plantation d'un million d'arbres d'ici 2050.

### Député de la Vendée
En juin 2012, Yannick Moreau est candidat sous l'étiquette divers droite aux élections législatives dans la troisième circonscription de la Vendée. Arrivé en deuxième position au premier tour du scrutin derrière le député UMP sortant Louis Guédon, il est élu au second tour en recueillant 54,22 % des suffrages exprimés.
Le 22 mars 2017, il annonce ne pas vouloir briguer un second mandat parlementaire, déclarant que « [sa] priorité, c'est le Pays des Olonnes », et notamment la préparation de la création de la ville nouvelle des Sables d'Olonne.

### Conseiller régional des Pays de la Loire
Yannick Moreau est élu conseiller régional des Pays de la Loire sous l'étiquette du MPF à l'issue des élections régionales de mars 2010. Malgré la défaite de Christophe Béchu, leader de la liste soutenue par l'UMP et le MPF, Yannick Moreau siège dans l'opposition jusqu'au 19 juillet 2012.

### Affiliation partisane
Après avoir été adhérent du MPF pendant plus de dix ans, Yannick Moreau annonce le 17 juin 2013 qu'il rejoint l'UMP. Le jour-même de son adhésion, il est nommé secrétaire national de l'UMP, chargé de faire des propositions sur la réforme de la justice (jusqu'en mars 2015). À ce titre, il s'engage activement dans le débat parlementaire contre la réforme pénale de Christiane Taubira.
Il rejoint en même temps le courant de La Droite forte, premier mouvement interne de l'UMP (27,8 % des voix), aux côtés de Guillaume Peltier et en devient vice-président. Yannick Moreau est également l'un des animateurs d'iDextra, « le think tank de l'alternance ».
En 2014, il soutient Nicolas Sarkozy dans la campagne interne pour l'élection du président de l'UMP. Celui-ci est élu au premier tour avec 64,5 % des voix. En mars 2015, Yannick Moreau est nommé délégué national à la Mer et à la Pêche par Nicolas Sarkozy, pour « redonner à la France une vocation maritime oubliée ».
En 2016, il renouvelle son soutien à Nicolas Sarkozy dans le cadre de la primaire de la droite et du centre pour désigner un candidat unique à l'élection présidentielle de 2017. Dans le cadre de cette campagne, Yannick Moreau est nommé orateur national chargé de la mer et du littoral.
À partir de la fin de son mandat parlementaire en 2017, Yannick Moreau ne ré-adhère plus à aucun parti politique.

## Prises de position

### Retrait du drapeau européen de la mairie d'Olonne-sur-Mer
Dès sa prise de fonction à la mairie d'Olonne-sur-Mer en mars 2008, Yannick Moreau remplace le drapeau de l'Union européenne flottant sur le parvis de l'hôtel de ville par le drapeau de la Vendée. Face à la polémique qui s'ensuit, il revient sur cette décision en installant un troisième mât qui permet à tous les drapeaux de flotter simultanément.

### Statue de l'archange Saint-Michel
Le 16 décembre 2021, le tribunal administratif de Nantes, saisi par la Fédération de Vendée de la libre pensée, fait part de sa décision d'enjoindre à la ville des Sables-d'Olonne de retirer une statue de l'archange Saint-Michel, récemment sortie (2018) d'une école privée pour être installée sur le parvis de l'église éponyme. Le jour-même, Yannick Moreau dénonce par communiqué de presse « les demandes abusives de laïcistes radicaux complices de la cancel culture ». Il annonce également faire appel de ce jugement et demande un sursis à exécution.
Les semaines qui suivent cette annonce sont marquées par une forte médiatisation de l'affaire, particulièrement accentuée par la venue aux Sables-d'Olonne d'Éric Zemmour, candidat à l'élection présidentielle de 2022.
Le 5 janvier 2022, Yannick Moreau annonce l'organisation d'une votation locale autour de la question suivante : « Souhaitez-vous que la statue Saint-Michel reste devant l'église Saint-Michel ? ». La consultation populaire s'est tenue du 25 février au 5 mars 2022. 94,45 % des votants ont voté pour le maintien de la statue.
En août 2023, le Conseil d'État rejette la demande de pourvoi de la mairie des Sables-d'Olonne, après que la cour administrative d'appel ait déjà validée la décision du tribunal administratif de Nantes. Après cette décision de cet ultime échelon judiciaire, la statue devrait être déplacée de quelques mètres pour être située sur quelques mètres carrés acquis par le diocèse.

## Détail des fonctions et mandats électifs

### Mandats locaux
Commune nouvelle des Sables-d’Olonne
- Maire des Sables-d’Olonne (depuis le 2 janvier 2019).
- Maire délégué d’Olonne-sur-Mer (du 2 janvier au 8 février 2019).

Les Sables-d’Olonne-Agglomération
- Président des Sables-d’Olonne-Agglomération (depuis le 7 janvier 2017).

Commune d’Olonne-sur-Mer
- Maire d’Olonne-sur-Mer (du 21 mars 2008 au 5 octobre 2015 puis du 29 juin 2017 au 31 décembre 2018).
- Conseiller municipal d’Olonne-sur-Mer (du 21 mars 2008 au 31 décembre 2018).

Communauté de communes des Olonnes
- Président de la communauté de communes des Olonnes (du 11 avril 2014 au 31 décembre 2016).

Conseil régional des Pays-de-la-Loire
- Conseiller régional des Pays-de-la-Loire, élu dans la Vendée, siégeant au groupe Mouvement pour la France (du 26 mars 2010 au 19 juillet 2012).

### Mandat parlementaire
- Député français, élu dans la 3e circonscription de la Vendée (du 20 juin 2012 au 20 juin 2017), non-inscrit (2012-2013) puis siégeant au groupe de l’Union pour un mouvement populaire (2013-2015), devenu le groupe Les Républicains (2015-2017).

### Fonctions politiques
Les Républicains
- Secrétaire national des Républicains à la Chasse, à la Mer et à la Pêche (du 11 juin 2015 au 21 novembre 2018).

Union pour un mouvement populaire
- Délégué national de l’Union pour un mouvement populaire à la Mer et à la Pêche (du 9 mars 2015 au 30 mai 2015).
- Secrétaire national de l’Union pour un mouvement populaire à la Réforme de la justice (du 18 juin 2013 au 9 mars 2015).

### Fonctions associatives
Association vendéenne des élus du littoral
- Président de l’Association vendéenne des élus du littoral (depuis le 10 juin 2021[33]).

Association nationale des élus du littoral
- Représentant du président de l’ANEL, Jean-François Rapin, au bureau de l'Association des maires de France (AMF).
- Président délégué de l’Association nationale des élus du littoral (depuis le 14 octobre 2020).

### Autre fonction
- Administrateur du Conservatoire national de la mer et des littoraux.

## Décoration
- Chevalier de l'ordre du Mérite maritime (le 3 juillet 2019[34])